# A.C. Milan w sezonie 1982/1983

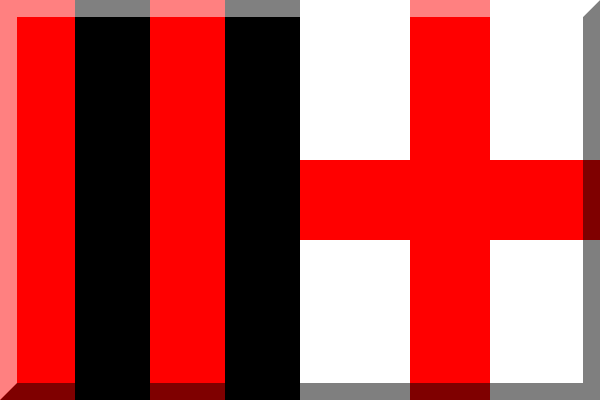
Klubowe barwy Milanu

Osiągnięcia i skład piłkarskiego zespołu A.C. Milan w sezonie 1982/83.

## Osiągnięcia
- Serie B: 1. miejsce (awans do Serie A)
- Puchar Włoch: odpadnięcie w 1/4 finału

## Podstawowe dane
- Oficjalna nazwa klubu: Associazione Calcio Milan
- Siedziba klubu: Via F. Turati 3
- Boisko: San Siro
- Prezes klubu:  Giuseppe Farina
- Trener zespołu:  Ilario Castagner
- Kapitan drużyny:  Franco Baresi

## Skład zespołu
Bramkarze:
| Włochy | Ottorino Piotti |
| Włochy | Giulio Nuciari  |

Obrońcy:
| Włochy | Franco Baresi       |
| Włochy | Paolo Benetti       |
| Włochy | Roberto Biffi       |
| Włochy | Nazzareno Canuti    |
| Włochy | Maurizio Longobardo |
| Włochy | Giancarlo Pasinato  |
| Włochy | Mauro Tassotti      |

Pomocnicy:
| Włochy | Sergio Battistini |
| Włochy | Stefano Cuoghi    |
| Włochy | Maurizio D'Este   |
| Włochy | Alberigo Evani    |
| Włochy | Massimo Gadda     |
| Włochy | Andrea Icardi     |
| Włochy | Tiziano Manfrin   |
| Włochy | Francesco Romano  |
| Włochy | Vinicio Verza     |

Napastnicy:
| Włochy  | Oscar Damiani       |
| Włochy  | Giuseppe Incocciati |
| Szkocja | Joe Jordan          |
| Włochy  | Aldo Serena         |